# Japán az 1972. évi téli olimpiai játékokon
Japán a Szapporóban megrendezett 1972. évi téli olimpiai játékok házigazda nemzeteként vett részt a versenyeken. Az országot az olimpián 10 sportágban 85 sportoló képviselte, akik összesen 3 érmet szereztek.

## Érmesek
| Érem  | Versenyző      | Sportág | Versenyszám        |
| ----- | -------------- | ------- | ------------------ |
| Arany | Kaszaja Jukio  | Síugrás | Egyéni, normálsánc |
| Ezüst | Konno Akicugu  | Síugrás | Egyéni, normálsánc |
| Bronz | Aocsi Szeidzsi | Síugrás | Egyéni, normálsánc |

## Alpesisí
Férfi
| Versenyző          | Versenyszám      | Selejtező     | Selejtező     | Döntő          | Döntő    | Döntő         | Döntő         | Döntő      | Döntő      |
| Versenyző          | Versenyszám      | Selejtező     | Selejtező     | 1. futam       | 1. futam | 2. futam      | 2. futam      | Összesítés | Összesítés |
| Versenyző          | Versenyszám      | Idő           | Hely.         | Idő            | Hely.    | Idő           | Hely.         | Idő        | Helyezés   |
| ------------------ | ---------------- | ------------- | ------------- | -------------- | -------- | ------------- | ------------- | ---------- | ---------- |
| Csiba Haruhisza    | Műlesiklás       | 1:43,17       | 2.            | 1:01,25        | 29.      | nem ért célba | nem ért célba | kiesett    | kiesett    |
| Csiba Haruhisza    | Óriás-műlesiklás |               |               | 1:36,36        | 26.      | 1:40,87       | 20.           | 3:17,23    | 19.        |
| Furukava Tosimasza | Műlesiklás       | 1:46,33       | 14.           | idő nem ismert | 25.      | kizárták      | kizárták      | kiesett    | kiesett    |
| Icsimura Maszami   | Műlesiklás       | 1:42,90       | 1.            | 57,58          | 13.      | 57,25         | 18.           | 1:54,83    | 17.        |
| Icsimura Maszami   | Óriás-műlesiklás |               |               | 1:35,77        | 22.      | 1:39,57       | 12.           | 3:15,34    | 15.        |
| Kasivagi Maszajosi | Műlesiklás       | nem ért célba | nem ért célba | 1:00,19        | 24.      | 56,42         | 17.           | 1:56,61    | 18.        |
| Kasivagi Maszajosi | Óriás-műlesiklás |               |               | kizárták       | kizárták | kiesett       | kiesett       | kiesett    | kiesett    |
| Ocue Maszahiko     | Lesiklás         |               |               |                |          |               |               | 1:59,55    | 35.        |
| Ocue Maszahiko     | Óriás-műlesiklás |               |               | 1:38,71        | 34.      | kizárták      | kizárták      | kiesett    | kiesett    |
| Tomii Szumihiro    | Lesiklás         |               |               |                |          |               |               | 1:55,34    | 22.        |

Női
| Versenyző       | Versenyszám      | 1. futam      | 1. futam      | 2. futam | 2. futam | Összesítés | Összesítés |
| Versenyző       | Versenyszám      | Idő           | Hely.         | Idő      | Hely.    | Idő        | Helyezés   |
| --------------- | ---------------- | ------------- | ------------- | -------- | -------- | ---------- | ---------- |
| Katagiri Mijuki | Lesiklás         |               |               |          |          | 1:44,10    | 35.        |
| Katagiri Mijuki | Műlesiklás       | nem ért célba | nem ért célba | kiesett  | kiesett  | kiesett    | kiesett    |
| Katagiri Mijuki | Óriás-műlesiklás |               |               |          |          | 1:39,11    | 30.        |
| Nagumo Micujo   | Lesiklás         |               |               |          |          | 1:43,07    | 32.        |
| Nagumo Micujo   | Műlesiklás       | nem ért célba | nem ért célba | kiesett  | kiesett  | kiesett    | kiesett    |
| Nagumo Micujo   | Óriás-műlesiklás |               |               |          |          | kizárták   | kizárták   |
| Okazaki Emiko   | Lesiklás         |               |               |          |          | 1:48,85    | 41.        |
| Okazaki Emiko   | Műlesiklás       | 50,06         | 18.           | 49,47    | 14.      | 1:39,53    | 13.        |
| Okazaki Emiko   | Óriás-műlesiklás |               |               |          |          | 1:40,37    | 32.        |
| Okicu Harue     | Lesiklás         |               |               |          |          | 1:45,37    | 40.        |
| Okicu Harue     | Műlesiklás       | 50,55         | 19.*          | 50,12    | 16.      | 1:40,67    | 16.        |
| Okicu Harue     | Óriás-műlesiklás |               |               |          |          | 1:35,33    | 22.        |

* - egy másik versenyzővel azonos eredményt ért el

## Biatlon
| Versenyző                                            | Versenyszám      | Lövőhiba | Időeredmény | Helyezés |
| ---------------------------------------------------- | ---------------- | -------- | ----------- | -------- |
| Ono Iszao                                            | 20 km egyéni     | 7        | 1:23:26,83  | 25.      |
| Szaszaki Sózó                                        | 20 km egyéni     | 5        | 1:23:05,54  | 23.      |
| Szaszakubo Kazuo                                     | 20 km egyéni     | 9        | 1:28:07,43  | 38.      |
| Sibuja Miki                                          | 20 km egyéni     | 5        | 1:21:57,27  | 17.      |
| Ono Iszao Szaszaki Sózó Sibuja Miki Szaszakubo Kazuo | 4 × 7,5 km váltó | 5        | 1:59:09,48  | 8.       |

## Bob
| Versenyző                                                      | Versenyszám | 1. futam | 1. futam | 2. futam | 2. futam | 3. futam | 3. futam | 4. futam | 4. futam | Összesítés | Összesítés |
| Versenyző                                                      | Versenyszám | Idő      | Hely.    | Idő      | Hely.    | Idő      | Hely.    | Idő      | Hely.    | Idő        | Helyezés   |
| -------------------------------------------------------------- | ----------- | -------- | -------- | -------- | -------- | -------- | -------- | -------- | -------- | ---------- | ---------- |
| Eszasika Szuszumu Abe Kazumi                                   | Kettes      | 1:18,13  | 16.*     | 1:16,43  | 6.       | 1:15,17  | 14.      | 1:16,86  | 18.      | 5:06,59    | 15.        |
| Szuzuki Akihiko Szató Rikio                                    | Kettes      | 1:18,98  | 21.      | 1:18,46  | 21.      | 1:15,63  | 16.      | 1:18,84  | 21.      | 5:11,91    | 21.        |
| Eszasika Szuszumu Abe Kazumi Szató Rikio Icsihasi Josijuki     | Négyes      | 1:11,51  | 6.*      | 1:12,99  | 15.*     | 1:11,42  | 12.      | 1:12,00  | 13.*     | 4:47,92    | 12.        |
| Nagata Tosihisza Inaba Hirosi Szugavara Kóicsi Szuzuki Akihiko | Négyes      | 1:11,51  | 6.*      | 1:12,99  | 15.*     | kizárták | kizárták |          |          | kiesett    | kiesett    |

* - egy másik csapattal azonos eredményt ért el

## Északi összetett
| Versenyző         | Síugrás | Síugrás | Sífutás | Sífutás | Sífutás | Összesítés | Összesítés |
| Versenyző         | Pont    | Hely.   | Idő     | Pont    | Hely.   | Pont       | Helyezés   |
| ----------------- | ------- | ------- | ------- | ------- | ------- | ---------- | ---------- |
| Araja Kazuo       | 199,7   | 5.      | 53:29,3 | 174,340 | 34.     | 374,040    | 15.        |
| Kacuro Júdzsi     | 195,1   | 6.      | 51:10,9 | 195,100 | 18.     | 390,200    | 5.         |
| Nakano Hideki     | 220,5   | 1.      | 55:41,2 | 154,555 | 39.     | 375,055    | 13.        |
| Szaszaki Nobutaka | 190,3   | 8.      | 54:00,6 | 169,645 | 37.     | 359,945    | 24.        |

## Gyorskorcsolya
Férfi
| Versenyző       | Versenyszám | Eredmény | Helyezés |
| --------------- | ----------- | -------- | -------- |
| Hida Takajuki   | 500 m       | 40,62    | 13.      |
| Hirate Norio    | 500 m       | 41,08    | 17.      |
| Itó Kijomi      | 1500 m      | 2:11,96  | 22.      |
| Itó Kijomi      | 5000 m      | 7:45,96  | 13.      |
| Itó Kijomi      | 10 000 m    | 15:48,17 | 10.      |
| Maeda Mucuhiko  | 1500 m      | 2:11,09  | 20.      |
| Naitó Oszamu    | 5000 m      | 7:56,97  | 16.      |
| Naitó Oszamu    | 10 000 m    | 15:52,93 | 12.      |
| Szuzuki Keiicsi | 500 m       | 41,28    | 19.      |
| Szuzuki Maszaki | 500 m       | 40,35    | 8.       |

Női
| Versenyző       | Versenyszám | Eredmény | Helyezés |
| --------------- | ----------- | -------- | -------- |
| Aruga Akiko     | 3000 m      | 5:22,60  | 18.      |
| Ide Kaname      | 1500 m      | 2:28,34  | 18.      |
| Ide Kaname      | 3000 m      | 5:17,30  | 16.      |
| Koike Szatomi   | 1500 m      | 2:25,16  | 11.      |
| Koike Szatomi   | 3000 m      | 5:09,21  | 12.      |
| Onozava Rjóko   | 500 m       | 46,70    | 21.      |
| Onozava Rjóko   | 1000 m      | 1:36,99  | 28.      |
| Szaitó Szacsiko | 500 m       | 45,35    | 9.       |
| Szaitó Szacsiko | 1000 m      | 1:35,12  | 18.      |
| Tagucsi Emiko   | 1000 m      | 1:34,40  | 15.      |
| Tagucsi Emiko   | 1500 m      | 2:28,19  | 17.      |

## Jégkorong
| Japán férfi jégkorongcsapat-játékoskeret                                                                       | Japán férfi jégkorongcsapat-játékoskeret                                                            | Japán férfi jégkorongcsapat-játékoskeret                                                                         |
| --- | --------------------------------------------------------------------------------------------------- | --- |
| - Akiba Takesi - Cuburai Takasi - Hanzava Cutomu - Hikigi Takao - Hori Hirosi - Honma Terujaszu - Hosino Josio | - Itó Minoru - Ivamoto Kódzsi - Jamazaki Fumio - Kakihara Iszao - Kurokava Hideaki - Miszava Minoru | - Nakajama Ivao - Ocubo Tosimicu - Okadzsima Tóru - Szuzuki Hideo - Tanaka Jaszusio - Vakabajasi „Harvey” Oszamu |

### Eredmények
Selejtező
| 1972. február 3. | Japán (JPN) | 2 – 8 (0–1, 1–4, 1–3) | Csehszlovákia | Szapporo |

|  |  |  |  |  |
|  |  |  |  |  |
|  |  |  |  |  |
|  |  |  |  |  |

A 7–11. helyért
| 1972. február 7. | Japán (JPN) | 3 – 3 (1–1, 2–0, 0–2) | Svájc | Szapporo |

|  |  |  |  |  |
|  |  |  |  |  |
|  |  |  |  |  |
|  |  |  |  |  |

| 1972. február 9. | Japán (JPN) | 3 – 2 (2–2, 0–0, 1–0) | Jugoszlávia | Szapporo |

|  |  |  |  |  |
|  |  |  |  |  |
|  |  |  |  |  |
|  |  |  |  |  |

| 1972. február 10. | Japán (JPN) | 4 – 5 (2–2, 1–2, 1–1) | Norvégia | Szapporo |

|  |  |  |  |  |
|  |  |  |  |  |
|  |  |  |  |  |
|  |  |  |  |  |

| 1972. február 12. | Japán (JPN) | 7 – 6 (3–1, 1–2, 3–3) | NSZK | Szapporo |

|  |  |  |  |  |
|  |  |  |  |  |
|  |  |  |  |  |
|  |  |  |  |  |

Végeredmény
| Csapat      | M | Gy | D | V | G+ | G– | Gk  | P |
| ----------- | - | -- | - | - | -- | -- | --- | - |
| NSZK        | 4 | 3  | 0 | 1 | 22 | 10 | +12 | 6 |
| Norvégia    | 4 | 3  | 0 | 1 | 16 | 14 | +2  | 6 |
| Japán       | 4 | 2  | 1 | 1 | 17 | 16 | +1  | 5 |
| Svájc       | 4 | 0  | 2 | 2 | 9  | 16 | –7  | 2 |
| Jugoszlávia | 4 | 0  | 1 | 3 | 9  | 17 | –8  | 1 |

| Csapat | Helyezés |
| ------ | -------- |
| Japán  | 9.       |

## Műkorcsolya
| Versenyző                       | Versenyszám  | Kötelező elemek   | Kötelező elemek | Kűr               | Kűr   | Összesítés                     | Összesítés                     | Összesítés                     | Összesítés                     | Összesítés                     | Összesítés                     | Összesítés                     | Összesítés                     | Összesítés                     | Összesítés        | Összesítés        | Összesítés  | Összesítés | Összesítés |
| Versenyző                       | Versenyszám  | Kötelező elemek   | Kötelező elemek | Kűr               | Kűr   | Helyezési pontszámok bírónként | Helyezési pontszámok bírónként | Helyezési pontszámok bírónként | Helyezési pontszámok bírónként | Helyezési pontszámok bírónként | Helyezési pontszámok bírónként | Helyezési pontszámok bírónként | Helyezési pontszámok bírónként | Helyezési pontszámok bírónként | Több. hely. száma | Több. hely. össz. | Hely. össz. | Pont       | Helyezés   |
| Versenyző                       | Versenyszám  | Több. hely. száma | Hely.           | Több. hely. száma | Hely. | 1                              | 2                              | 3                              | 4                              | 5                              | 6                              | 7                              | 8                              | 9                              | Több. hely. száma | Több. hely. össz. | Hely. össz. | Pont       | Helyezés   |
| ------------------------------- | ------------ | ----------------- | --------------- | ----------------- | ----- | ------------------------------ | ------------------------------ | ------------------------------ | ------------------------------ | ------------------------------ | ------------------------------ | ------------------------------ | ------------------------------ | ------------------------------ | ----------------- | ----------------- | ----------- | ---------- | ---------- |
| Higucsi Jutaka                  | Férfi egyéni | 5×15+             | 16.             | 9×16+             | 15.   | 15,0                           | 16,0                           | 15,0                           | 16,0                           | 16,0                           | 16,0                           | 16,0                           | 14,0                           | 16,0                           | 9×16+             | 140,0             | 140,0       | 2309,7     | 16.        |
| Jamasita Kazumi                 | Női egyéni   | 6×10+             | 10.             | 6×11+             | 10.   | 10,0                           | 8,0                            | 10,0                           | 13,0                           | 11,0                           | 13,0                           | 11,0                           | 7,0                            | 10,0                           | 5×10+             | 45,0              | 93,0        | 2449,9     | 10.        |
| Nagaszava Kotoe Nagakubo Hirosi | Páros        | 9×16+             | 16.             | 9×16+             | 16.   | 16,0                           | 16,0                           | 16,0                           | 16,0                           | 16,0                           | 16,0                           | 16,0                           | 16,0                           | 16,0                           | 9×16+             | 144,0             | 144,0       | 345,5      | 16.        |

## Sífutás
Férfi
| Versenyző                                                   | Versenyszám     | Eredmény      | Helyezés      |
| ----------------------------------------------------------- | --------------- | ------------- | ------------- |
| Kudó Szeidzsi                                               | 30 km           | 1:47:00,40    | 44.           |
| Kudó Szeidzsi                                               | 50 km           | 2:57:42,62    | 29.           |
| Macumura Motoharu                                           | 15 km           | 50:43,76      | 51.           |
| Macumura Motoharu                                           | 50 km           | nem ért célba | nem ért célba |
| Macuoka Akijosi                                             | 15 km           | 49:50,72      | 43.           |
| Okamura Tomio                                               | 30 km           | 1:47:50,22    | 47.           |
| Sibata Kunio                                                | 15 km           | 49:38,95      | 41.           |
| Sibata Kunio                                                | 30 km           | 1:42:30,83    | 23.           |
| Tanifudzsi Hideo                                            | 15 km           | 49:06,97      | 37.           |
| Tanifudzsi Hideo                                            | 30 km           | 1:45:37,13    | 37.           |
| Tanifudzsi Hideo Sibata Kunio Macuoka Akijosi Okamura Tomio | 4 × 10 km váltó | 2:13:59,14    | 10.           |

Női
| Versenyző                                  | Versenyszám    | Eredmény | Helyezés |
| ------------------------------------------ | -------------- | -------- | -------- |
| Akaszaka Akiko                             | 5 km           | 19:49,74 | 43.      |
| Imai Harumi                                | 5 km           | 19:05,73 | 38.      |
| Imai Harumi                                | 10 km          | 39:33,13 | 37.      |
| Ózeki Tokiko                               | 5 km           | 19:00,82 | 37.      |
| Ózeki Tokiko                               | 10 km          | 38:07,24 | 33.      |
| Takahasi Hiroko                            | 5 km           | 18:32,75 | 34.      |
| Takahasi Hiroko                            | 10 km          | 36:53,84 | 25.      |
| Szaitó Hideko                              | 10 km          | 39:51,61 | 38.      |
| Ózeki Tokiko Takahasi Hiroko Szaitó Hideko | 3 × 5 km váltó | 53:20,75 | 9.       |

## Síugrás
| Versenyző          | Versenyszám | 1. ugrás | 1. ugrás | 1. ugrás | 2. ugrás | 2. ugrás | 2. ugrás | Összesítés | Összesítés |
| Versenyző          | Versenyszám | Távolság | Pont     | Hely.    | Távolság | Pont     | Hely.    | Pont       | Helyezés   |
| ------------------ | ----------- | -------- | -------- | -------- | -------- | -------- | -------- | ---------- | ---------- |
| Aocsi Szeidzsi     | Normálsánc  | 83,5     | 123,3    | 2.       | 77,5     | 106,2    | 12.      | 229,5      |            |
| Fudzsiszava Takasi | Normálsánc  | 81,0     | 117,8    | 4.       | 68,0     | 90,0     | 46.      | 207,8      | 23.        |
| Fudzsiszava Takasi | Nagysánc    | 95,5     | 107,2    | 7.       | 86,0     | 89,9     | 20.      | 197,1      | 14.        |
| Itagaki Hirosi     | Nagysánc    | 90,0     | 96,0     | 21.      | 84,0     | 87,1     | 27.      | 183,1      | 19.        |
| Kaszaja Jukio      | Normálsánc  | 84,0     | 126,6    | 1.       | 79,0     | 117,6    | 1.       | 244,2      |            |
| Kaszaja Jukio      | Nagysánc    | 106,0    | 124,9    | 2.       | 85,0     | 84,5     | 30.      | 209,4      | 7.         |
| Konno Akicugu      | Normálsánc  | 82,5     | 120,2    | 3.       | 79,0     | 114,6    | 2.       | 234,8      |            |
| Konno Akicugu      | Nagysánc    | 98,0     | 109,7    | 6.       | 88,5     | 89,4     | 23.      | 199,1      | 12.        |

## Szánkó
| Versenyző                       | Versenyszám | 1. futam | 1. futam | 2. futam | 2. futam | 3. futam | 3. futam | 4. futam | 4. futam | Összesítés | Összesítés |
| Versenyző                       | Versenyszám | Idő      | Hely.    | Idő      | Hely.    | Idő      | Hely.    | Idő      | Hely.    | Idő        | Helyezés   |
| ------------------------------- | ----------- | -------- | -------- | -------- | -------- | -------- | -------- | -------- | -------- | ---------- | ---------- |
| Arai Szatoru                    | Férfi egyes | 54,76    | 26.      | 55,07    | 30.      | 53,75    | 25.      | 53,73    | 29.      | 3:37,31    | 26.        |
| Egucsi Maszako                  | Férfi egyes | 54,09    | 15.**    | 53,37    | 12.      | 52,78    | 18.      | 53,57    | 25.      | 3:33,81    | 18.        |
| Icsikava Kazuaki                | Férfi egyes | 54,09    | 15.**    | 54,21    | 22.      | 53,29    | 22.      | 53,40    | 22.      | 3:34,99    | 20.        |
| Kobajasi Maszatosi              | Férfi egyes | 55,30    | 32.      | 54,43    | 25.      | 53,00    | 19.      | 53,66    | 27.      | 3:36,39    | 24.        |
| Kavasze Mijako                  | Női egyes   | 47,93    | 20.      | 47,31    | 19.      | 46,72    | 18.      | 46,14    | 18.      | 3:08,10    | 19.        |
| Ótaka Júko                      | Női egyes   | 45,21    | 4.       | 45,65    | 5.       | 45,39    | 5.       | 44,73    | 5.       | 3:00,98    | 5.         |
| Sibuja Hiroko                   | Női egyes   | 46,66    | 14.      | 46,41    | 13.*     | 45,89    | 8.*      | 45,49    | 12.*     | 3:04,45    | 13.        |
| Arai Szatoru Kobajasi Maszatosi | Kettes      | 44,73    | 4.       | 44,90    | 7.       |          |          |          |          | 1:29,63    | 4.         |
| Egucsi Maszako Icsikava Kazuaki | Kettes      | 46,93    | 19.      | 46,63    | 18.      |          |          |          |          | 1:33,56    | 18.        |

* - egy másik versenyzővel azonos eredményt ért el

* - egy másik versenyzővel azonos eredményt ért el